# Wilf Edwards
Wilfred James Edwards (14 tháng 3 năm 1910 – 1976) là một cầu thủ bóng đá từng thi đấu ở Football League cho Crewe Alexandra và Lincoln City. Ông sinh ra ở Fenton, Anh.